# Жінка в кімнаті 13
Жінка в кімнаті 13 (англ. The Woman in Room 13) — американський детектив режисера Френка Ллойда 1920 року.

## У ролях
- Полін Фредерік — Лаура Брюс
- Річард Такер — Джо
- Чарльз Клері — Джон Брюс
- Джон Бауерс — Пол Ремсі
- Роберт МакКім — Дік Тернер
- Сідні Ейнсуорт — Енді Льюїс
- Чарльз Арлінг — Керріген
- Маргаріт Сноу — Една Крейн
- Емілі Чічестер — Гаррієт Марш
- Кейт Лестер — Лотті Генсон
- Голда Медден — дівчина

| Фільми | Це незавершена стаття про кінофільм. Ви можете допомогти проєкту, виправивши або дописавши її. |